# Skoky na trampolíně na Letních olympijských hrách 2012
Skoky na trampolíně na Letních olympijských hrách 2012.

## Medailisté
| Soutěž | Zlato                                 | Stříbro                      | Bronz                      |
| ------ | ------------------------------------- | ---------------------------- | -------------------------- |
| Muži   | Tung Tung · Čína (CHN)                | Dmitrij Ušakov · Rusko (RUS) | Lu Čchun-lung · Čína (CHN) |
| Ženy   | Rosannagh MacLennanová · Kanada (CAN) | Chuang Šan-šan · Čína (CHN)  | Che Wen-na · Čína (CHN)    |